# 海洋及大氣研究中心

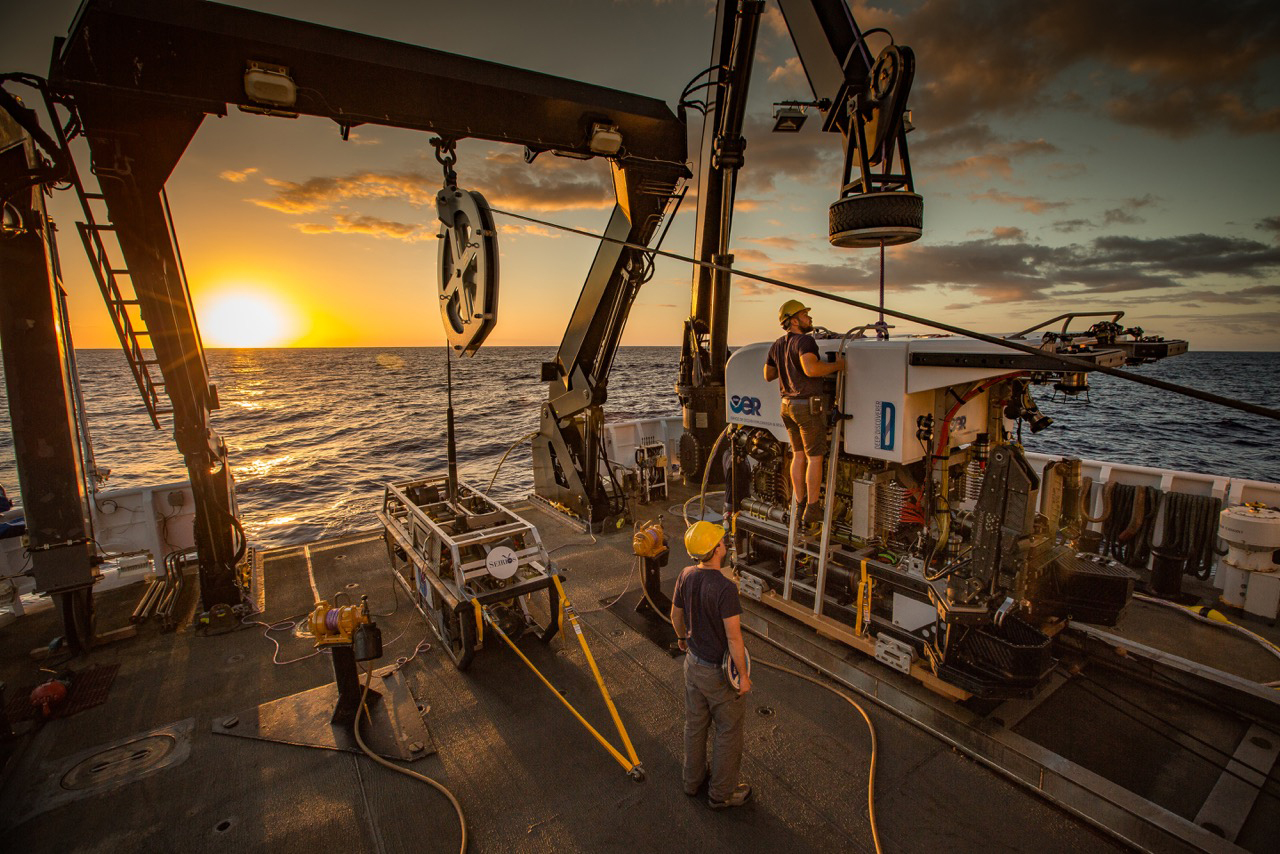
2016年马里亚纳群岛深水勘探，隸屬於OAR的海洋勘探与研究局（OER）提供。

海洋和大气研究中心（Oceanic and Atmospheric Research，OAR）是美国国家海洋和大气總署（NOAA）的部门，目標是研究地球的海洋與大气，為NOAA提供其管理所需之研究成果與數據。
OAR是NOAA的研究主力，經常與外部機構合作執行NOAA的內部計劃。其研究著重於如何保护公民的生命财产及促进永續的经济增长，目前特別關注龙卷风、飓风、气候变化、臭氧层变化、聖嬰現象、渔业生产力、洋流、海底熱泉和沿海生态系统等环境现象。
NOAA重視科學研究的傳統可以追溯到1807年湯瑪斯·傑佛遜創立的海岸調查局（Office of Ocean Exploration and Research）。海岸调查局于1841年改組为美国湖泊调查局（United States Lake Survey），该小组的科学家执行的研究具有開創性且經過通盤規劃：开发了第一批水流计以了解水流速度，并大大增强了水位的预测技术。

## 目标
OAR的研究旨在
- 提供全面性的知识以指导国家环境政策决議，包括更好地预测气候对排放变化的反应、保护臭氧层的方式以及发展沿海社区的替代方案。
- 改善对国家的环境服务，包含可靠的预测和评估。
- 通过科学决策、新技术以及与学术界和產业界的伙伴关系促进经济增长。

## 组织
OAR由7个实验室（詳見＂實驗室＂章節）、6个项目办公室、16个合作机构和串聯34个大学的Sea Grant計畫组成，同時與众多公共、私人或学术性的外部机构合作。

## 研究活动
OAR主要研究领域有三：气候；大氣化学（Weather and Air Chemistry）；海洋、海岸與五大湖。
OAR与学术界和其他联邦机构合作進行許多研究與產品開發。這些研究計畫會經過同行評議，成果也會被廣泛傳播。

### 气候研究
該研究的目的是预测氣候變化，短至乾旱與寒潮的週期，長至數百年後的氣候變遷。
大湖區環境研究實驗室（Great Lakes Environmental Research Laboratory）的研究人员开发了水圈-大气耦合研究模型（Coupled Hydrosphere-Atmosphere Research Model，CHARM）以评估全球暖化如何影响五大湖区的气候和生态。CHARM提供了真实的地表-大气反馈描述，甚至考虑了地表径流。研究人员预测全球暖化可能使五大湖温度更高、降水更多。第二代CHARM的开发正在进行。
OAR密切监测地球大气，寻找全球气候长期变化的线索，其在全球范围内收集的数据有助于建立正確的氣候交互作用模型並增進预测準確性。

### 大氣化学研究
OAR的研究範圍包括低空、高空與太空的大氣，侧重于观察和研究大气的化学和物理过程，检测污染对这些过程的影响以及预测影响太阳-地球环境的现象。

### 海洋、海岸和五大湖研究
OAR与其研究伙伴合作，探索和调查海洋栖息地和资源，其研究结果可用於渔业管理、海岸线保护以及通过生物技术和可永續的水产养殖法等产品发展更强劲的经济。
西雅图的太平洋海洋环境实验室（Pacific Marine Environmental Laboratory）设计了深海海啸评估和报告（DART-II）技术，该技术允許双向通信，使工程师能够从实验室直接下達遠程指令維修故障的系統。这种能力可以盡可能的减少停机时间，且无需部署船舶至現場维修，从而降低了成本。

## 实验室
OAR的7个实验室分布美国各地，依其負責領域所需座落於適合進行調查或實驗的環境。
- 大西洋海洋與气象实验室（Atlantic Oceanographic and Meteorological Laboratory，AOML）-佛羅里達州迈阿密
- 空气资源实验室（Air Resources Laboratory，ARL）-馬里蘭州銀泉
- 地球系統研究實驗室（Earth System Research Laboratory，ESRL）-科罗拉多州波德
- 地球物理流体动力学实验室（Geophysical Fluid Dynamics Laboratory，GFDL） -新泽西州普林斯顿
- 大湖区环境研究实验室（Great Lakes Environmental Research Laboratory，GLERL）-密歇根州安娜堡
- 国家强风暴实验室（National Severe Storms Laboratory，NSSL）-俄克拉何馬州诺曼
- 太平洋海洋环境实验室（Pacific Marine Environmental Laboratory，PMEL）-华盛顿州西雅圖與俄勒岡州纽波特

世界各地也遍布隸屬OAR的各種小型實驗室與測站，以提高對整體地球大氣、海洋與內陸水域的了解。
OAR实验室同時与大学、非营利性研究机构建立正式的合作协议，共享数据和资源，成立數個关於海洋、内陆水域、西部山间、大气和北极环境的联合研究机构，包含：
- 气候科学研究所 （页面存档备份，存于）(CICS-P)-普林斯顿
- 气候与卫星合作研究所 （页面存档备份，存于）(CICS-M) -大学公园市
- 北极研究合作研究所 （页面存档备份，存于）(CIFAR) -费尔班克斯
- 湖沼学和生态系统研究合作研究所 （页面存档备份，存于）(CILER) -安娜堡
- 海洋与大气研究合作研究所 （页面存档备份，存于）(CIMAS) -迈阿密
- 海洋生态系统和气候合作研究所 （页面存档备份，存于）(CIMEC) -拉霍亚
- 恶劣和高影响天气研究和行动合作研究所 （页面存档备份，存于）(CIWRO) -诺曼
- 海洋资源研究合作研究所(CIMRS) -纽波特
- 气象卫星研究合作研究所 （页面存档备份，存于）(CIMSS) -麦迪逊
- 北大西洋地区合作研究所 （页面存档备份，存于）(CINAR) -伍兹霍尔
- 海洋探索、研究和技术合作研究所 （页面存档备份，存于）(CIOERT) -皮尔斯堡
- 大气研究合作研究所 （页面存档备份，存于）(CIRA) -柯林斯堡
- 环境科学研究合作研究所 （页面存档备份，存于）(CIRES) -波德
- 海洋和大气联合研究所 （页面存档备份，存于）(CIPIR [2] /JIMAR)-檀香山
- 大气和海洋联合研究所 （页面存档备份，存于）(JIAO) -西雅图
- 北部海湾研究所 （页面存档备份，存于）(NGI) -斯坦尼斯航天中心

科学审查每五年进行一次，以评估在OAR實驗室的研究质量、相关性和绩效。这些审查有助于在实验室的未来科学规划中进行战略定位，确保OAR实验室的研究緊扣NOAA的內部计划。